# Cynomops greenhalli
Cynomops greenhalli är en fladdermusart som först beskrevs av Candice M. Goodwin 1958.  Cynomops greenhalli ingår i släktet Cynomops och familjen veckläppade fladdermöss. Inga underarter finns listade i Catalogue of Life.
Arten förekommer i norra Sydamerika fram till centrala Ecuador, Amazonområdet och till den brasilianska delstaten Rio Grande do Norte. Den lever i låglandet och i bergstrakter upp till 1500 meter över havet. Cynomops greenhalli vistas i städsegröna och lövfällande skogar och den besöker områden där skogen avverkades. Denna fladdermus söker vanligen vid vattenansamlingar efter föda. Den vilar i trädens håligheter och i byggnader. Där bildas kolonier med 50 till 70 medlemmar.